# Střed Česka
Střed Česka může být podle způsobu jeho určení v různých místech:
- 49°44′38″ s. š., 15°20′19″ v. d.[2] (Číhošť) – geometrický střed (těžiště plochy)
- 49°48′14″ s. š., 15°28′30″ v. d.[2] (Golčův Jeníkov) – střed diagonál opsaného obdélníku, jehož stranami jsou příslušné rovnoběžky a poledníky
- 50°04′00″ s. š., 14°19′21″ v. d.[2] (Praha-Řepy) – průsečík spojnic extrémních bodů (S-J, Z-V)
- 49°50′13″ s. š., 14°18′22″ v. d.[2] (Bojanovice – Senešnice) – nejvzdálenější bod od hranic (součet všech přímých vzdáleností na hranice Česka je pro něj největší)
- 50°00′00″ s. š., 15°00′00″ v. d.[2] (Kouřim) – „astronomický střed“ Česka potažmo Evropy (bod, z něhož se v Česku počítají okamžiky astronomických úkazů), průsečík 50. rovnoběžky s. š. a 15. poledníku v. d.